# Christina O
Le Christina O. (O pour Onassis) est le 31e plus long mega-yacht du monde en 2013 (99 mètres). Il était la propriété du milliardaire grec Aristote Onassis entre 1947 et 1975.

## Historique
Le Christina O. est une ancienne frégate de la classe River de la marine canadienne, construite en 1943 par la compagnie Canadian Vickers. Baptisé HMCS Stormont (K327) à son lancement, c'est un escorteur de haute mer, utilisé lors de la Seconde Guerre mondiale dans la lutte anti-sous-marine et la protection des convois.
En 1947 l'armateur (et milliardaire) Aristote Onassis l'achète pour 34 000 dollars et dépense plus de 4 millions de dollars pour en faire le yacht le plus luxueux et high-tech de l'époque. Il le baptise Christina du nom de sa fille Christina Onassis, et le fait aménager par l'architecte allemand Cäsar Pinnau (qui a également réalisé la piscine sur le toit de l'hôtel Bristol, à Paris, et le yacht Atlantis II de Stavros Niarchos).
Le navire reçoit des invités parmi les personnalités les plus prestigieuses de l'époque tels que Maria Callas (qui s'y produit dans le salon principal), Frank Sinatra, Richard Burton et Elizabeth Taylor, Greta Garbo, le Roi Farouk Ier d'Égypte, John Fitzgerald Kennedy et sa femme Jacqueline Kennedy, Winston Churchill, Ava Gardner, Cary Grant, John Wayne, John D. Rockefeller et d'autres. Des fêtes somptueuses y sont organisées.
Le yacht peut accueillir 36 passagers et compte 39 membres d'équipage.
Le yacht a également été le lieu de réception de deux mariages : 
- le prince Rainier III de Monaco et de Grace Kelly (avril 1956) ;
- Aristote Onassis et Jacqueline Kennedy-Onassis (au large de Skorpios).

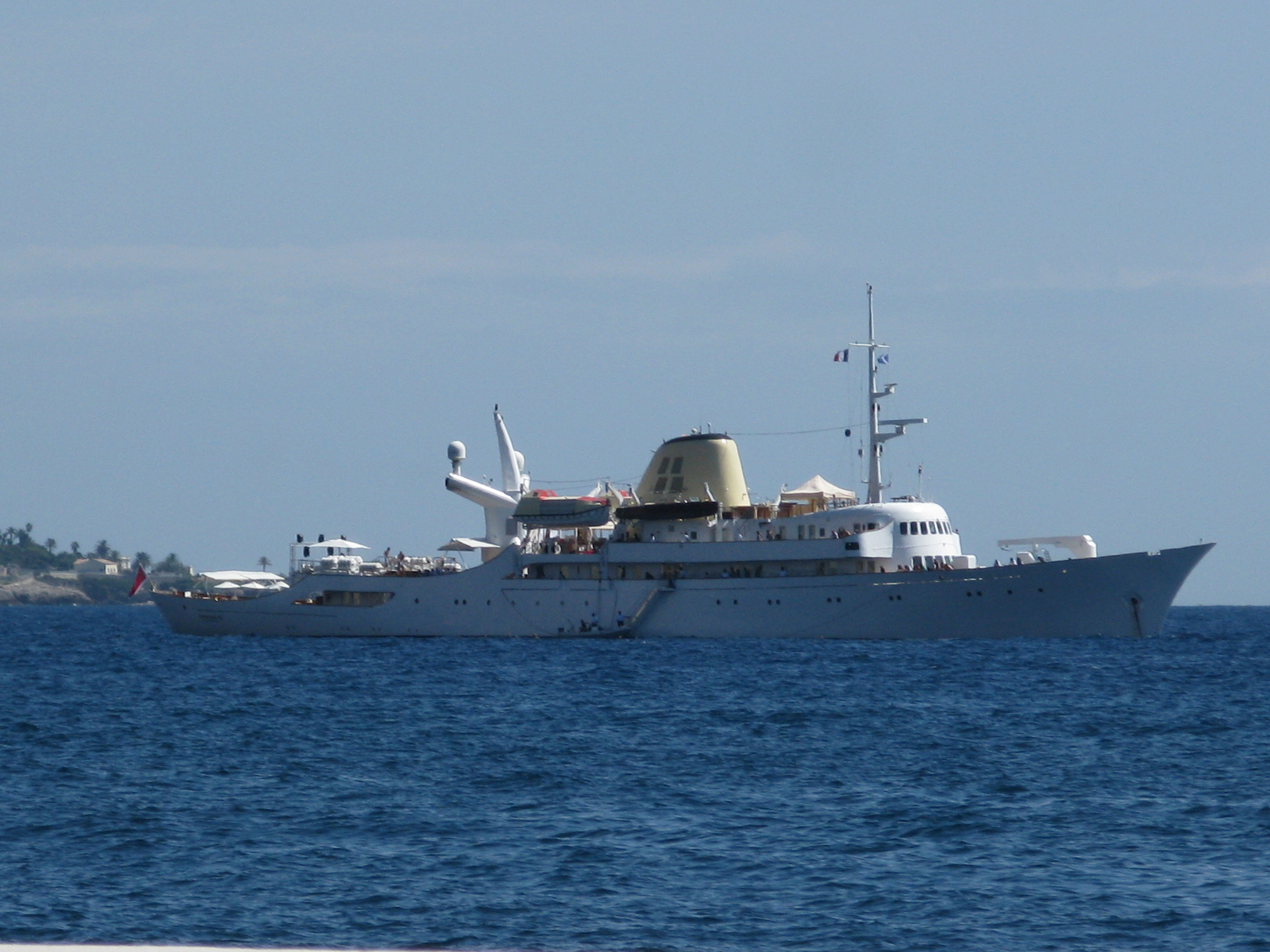
Le Christina O. à Beaulieu-sur-mer en 2010.

Après la disparition d'Onassis en 1975, sa fille Christina cède le yacht au gouvernement grec, qui l'utilise comme yacht présidentiel.
En 1998, la société Tauck acquiert le yacht. Il est restauré en 2001 par un ami de la famille Onassis, le Grec John-Paul Papanicolaou. En 2014, il est proposé à la vente pour 25 millions d'euros.
Son nouveau propriétaire le rénove en 2015 et lui apporte en 2017 plusieurs améliorations. Depuis cette date, il est proposé à la location à partir de 560 000 € la semaine par son agence centrale, Morley Yachts.

## Caractéristiques
- 100 invités à l'intérieur et jusqu'à 250 en utilisant les ponts extérieurs.
- Le Ari's Bar  (où John Fitzgerald Kennedy rencontra pour la première fois Sir Winston Churchill en 1957[1]).
- Le salon Lapis : qui tient son nom de la cheminée en lapis-lazuli.
- Une piscine[1] / pont de danse / bar de plein air.
- Un complexe sportif[1] : centre de remise en forme physique, jacuzzi, salle de sports, salon de beauté.
- Une salle à manger principale en marbre, de quarante convives.
- Une bibliothèque[1].
- Un salon de musique avec piano à queue[1].
- Un petit salon.
- Une salle de jeu pour enfants.
- Une piste d'atterrissage pour hélicoptère[1].

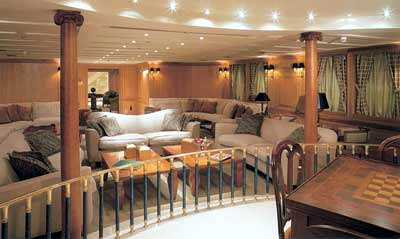
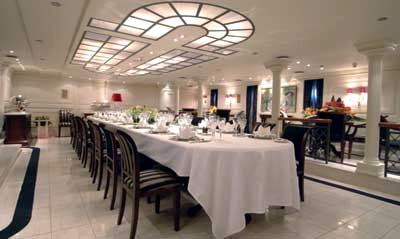

## Cinéma
Le Christina O a servi de décor au film Sans filtre, sorti en 2022 et réalisé par Ruben Östlund, qui a remporté la Palme d'or lors de la 75e édition du Festival de Cannes.